# Signora Volpe
Signora Volpe är en brittisk kriminal- och dramaserie. Första säsong hade premiär den 2 maj 2022, och bestod av tre avsnitt. Serien har blivit förnyad med en andra säsong också den bestående av tre avsnitt. Serien är skapad av Rachel Cuperman och Sally Griffiths som också skrivit manus till serien. Serien har sänts på C More.

## Handling
Serien kretsar kring Sylvia Fox en före detta agent på brittiska MI6 som sadlat om till detektiv. Under sitt besök hos sin syster i Italien blir hon snabbt indragen i nya mysterier.

## Rollista i urval
- Emilia Fox - Sylvia Fox
- Tara Fitzgerald - Isabel
- Jamie Bamber - Adam
- Giovanni Cirfiera - Giovanni Riva
- Alexander Arnold